# Монастырь Святого Иоанна Вердарского
Монастырь Святого Иоанна Вердарского — бывший римско-католический монастырь и церковь, расположенные на Виа-Сан-Джованни-ди-Вердара # 123, в городе Падуя, регион Венето, Италия. Он был основан в 1221 году, но сейчас служит военным госпиталем. 
Нынешняя церковь была построена по заказу латеранских каноников; перестройка началась в 1445 году и продолжена в 1490 году под руководством архитектора Лоренцо да Болонья. Орден монахов подвергся гонениям в 1784 году, и монастырь ненадолго перешел ордену иезуитов. 
Большая крытая арка монастыря была спроектирован примерно в 1492 году Антонио дель Абате, который вместе с Бенедетто Монтанья расписал часовню. 
Большинство украшений и памятников в храме были убрано. Инвентаризация 1817 года отмечала, что на внешнем фасаде была гробница Андреа Бриоско. Фреска над дверью, изображающая «Деву и Младенца со святыми Иосифом и Иоанном Крестителем», была написана Якопо Керути. Первый алтарь украшала пьета из мрамора, выполненная Антонио Бонацца. Другие полотна были написаны Пьетро Ротари, Пьетро Ричи, Пьетро да Баньяра и Стефано дель Арзере. В церкви когда-то был холст «Епископ Святой Патрик, исцеляющий больного» Джованни Батиста Тьеполо. 